# City Thameslink Station
City Thameslink Station er en National Rail-station i City of London, England. Perronerne er underjordiske, med en sydlig indgang på Ludgate Hill nær Ludgate Circus, og en nordlig indgang på Holborn Viaduct. Den ligger i takstzone 1, mellem Blackfriars og Farringdon, på Thameslink-ruten. Det var den påtænkte beliggenhed for Ludgate Circus Station på Fleet Line (nu Jubilee line), indtil dette projekt blev droppet i slutningen af 1970'erne. Selvom det er en gennemkørselsstation på denne rute, betragtes den på billetter som en London Terminal, der er betegnelsen for endestationer i det centrale London.

## Historie
Stationen åbnede den 29. maj 1990 som St Paul's Thameslink. Navnet blev ændret i 1991, formentlig for at undgå forveksling med London Underground-stationen St. Paul's, der er flere hundrede meter på den anden side af Saint Paul's Cathedral.
Da Thameslink først åbnede, benyttede togene indkørselsviadukten til Holborn Viaduct Station for at komme til Snow Hill-tunnelen. I forberedelse for denne stations lukning den 26. januar 1990 blev en ny bane mellem Blackfriars Station og tunnelen anlagt, denne gang i en anden linjeføring, en smule vest for den gamle og beliggende lavere, for at det kunne etableres byggeri over den. City Thameslink blev bygget på denne bane, som erstatning for Holborn Viaduct Station.
På grund af Fleet Lines planlagte rute på grunden, blev dele af stationen bygget med mulighed for et skifte hertil. Dette kan ses i de brede rum i stationens Ludgate-ende, hvor store døre fører til en gang, der tænkes at føre til rulletrapper til et concourseniveau for Underground-stationen. I dag kalder personalet stadig gangen for "LUL-gangen".
Da Thameslink-franchiset blev overtaget af First Capital Connect den 1. april 2006, blev "Thameslink"-navnet sløjfet fra brandingen af denne gruppe tog, men navnet for City Thameslink Station blev ikke ændret. Efter kritik over tabet af et brugbart og karakteristisk navn,har FCC givet efter og kalder nu denne gruppe tog for "Thameslink-ruten".
Som del af Thameslink-programmet var en opgradering af City Thameslink Station fuldendt i oktober 2010. Perronerne er blevet klargjort for fremtidige 12-vognstog, og passagerinformationssystemet er forbedret. Der blev også opsat ny belysning og billetbomme.

## Betjeninger
Station betjenes af tog på Thameslink-rute, hvis franchise er blevet opereret af First Capital Connect siden 2006. Der er to primære betjeningsmønstre: hurtige tog fra Brighton til Bedford, og stoptog mellem St Albans eller Luton og Wimbledon eller Sutton. Alle tog i begge kategorier standser på alle stationer på den centrale del af Thameslink-ruten, inklusive City Thameslink. Der er dog i øjeblikket ingen tog i de fleste weekender.
Der er også nogle få tog fra Kent der ender på stationen i myldretiden. Disse køres af Southeastern og disse vendes i Smithfield-sidesporene, umiddelbart nord for stationen. Denne praksis vil dog ophøre, når den nye Blackfriars Station er færdigbygget, som følge af Thameslink-programmet.
Efter vendesporene på London Blackfriars lukkede i marts 2009 blev Southeastern-tog, der tidligere vendte på Blackfriars, forlænget til Kentish Town, St Albans, Luton eller Bedford og standser på denne station. Togene køres syd for Blackfriars af Southeastern og nord for Blackfriars af First Capital Connect. Lokomotivfører fra både Southeastern og FCC arbejder på ruten mellem Sevenoaks og Bedford. Denne station betjenes i øjeblikket af 10 tog pr. time pr. retning udenfor myldretiden, modsat de tidligere 8 tog.

## Transportforbindelser
London buslinjer 4, 11, 15, 17, 23, 26, 76, 100, 172 og natlinjer N11, N15, N21, N26, N47 og N76 betjener stationens Ludgate Hill-indgang. Linje 8, 25, 242, 521 og natbus N8 bejener Holborn Viaduct-indgangen.

## Fremtid
Af og til foreslås forbindelser til Underground-netværket, enten ved fodgængerforbindelser til en eksisterende station, eller en helt ny Ludgate Circus Station på en potential forlængelse af Docklands Light Railway fra Bank Station til Charing Cross via Aldwych. Hvis den bliver bygget, vil forlængelsen være fuldstændig underjordisk og gå langs del af den rute, der oprindeligt var tiltænkt Jubilee line, da den blev kaldet Fleet Line.

## Galleri
- Ludgate Hill-indgang.
- Sydgående perron, set mod syd.
- Sydgående perron, set mod nord.
- Skiltning på sydgående perron, der indikerer en nærhed til St. Paul's Cathedral.